# Championnat de Nouvelle-Zélande de football 2006-2007
Navigation
Saison précédente Saison suivante
La saison 2006-2007 du Championnat de Nouvelle-Zélande de football est la trente-huitième édition du championnat de première division en Nouvelle-Zélande et la 3e édition du New Zealand Football Championship. La NZFC regroupe huit clubs du pays au sein d'une poule unique, où ils s'affrontent trois fois au cours de la saison. À la fin de la compétition, les trois premiers du classement disputent la phase finale pour le titre. Le championnat fonctionne avec un système de franchises, comme en Australie ou en Major League Soccer ; il n'y a donc ni promotion, ni relégation en fin de saison.
C'est le club d'Auckland City FC, double tenant du titre, qui remporte à nouveau la compétition après avoir battu lors de la finale nationale Waitakere United, qui avait pourtant terminé en tête du classement à l'issue de la saison régulière. C'est le 3e titre de champion de Nouvelle-Zélande de l'histoire du club.

## Qualifications continentales
Du fait du changement de format de la Ligue des champions de l'OFC durant cette saison, le championnat offre deux possibilités de qualification distinctes :
- Pour la Ligue des champions 2007, disputée sur une demi-saison de janvier à avril 2007, c'est le leader du classement après 7 journées, Waitakere United qui obtient son billet.
- Pour la Ligue des champions 2007-2008, deux places sont attribuées : une pour le premier du classement à l'issue de la saison régulière et une pour le vainqueur de la finale nationale. Si un même club est concerné par les deux places, c'est le deuxième du classement qui bénéficie de la qualification.

## Les clubs participants
| - Auckland City FC - Waitakere United - Team Wellington - Canterbury United | - Hawke's Bay United - Otago United - YoungHeart Manawatu - Waikato FC |

## Compétition

### Première phase

#### Classement
Le barème utilisé pour établir le classement est le suivant :
- Victoire : 3 points
- Match nul : 1 point
- Défaite : 0 point

| Rang | Équipe              | Pts | J  | G  | N | P  | Bp | Bc | Diff |
| ---- | ------------------- | --- | -- | -- | - | -- | -- | -- | ---- |
| 1    | Waitakere United    | 47  | 21 | 15 | 2 | 4  | 47 | 23 | +24  |
| 2    | YoungHeart Manawatu | 45  | 21 | 14 | 3 | 4  | 58 | 30 | +28  |
| 3    | Auckland City FC T  | 42  | 21 | 12 | 6 | 3  | 50 | 30 | +20  |
| 4    | Canterbury United   | 31  | 21 | 9  | 4 | 8  | 33 | 30 | +3   |
| 5    | Team Wellington     | 27  | 21 | 7  | 6 | 8  | 37 | 34 | +3   |
| 6    | Hawke's Bay United  | 16  | 21 | 4  | 4 | 13 | 29 | 49 | -20  |
| 7    | Waikato FC          | 14  | 21 | 3  | 5 | 13 | 19 | 45 | -26  |
| 8    | Otago United        | 12  | 21 | 2  | 6 | 13 | 19 | 51 | -32  |

| Légende | Légende                                                                           |
| ------- | --------------------------------------------------------------------------------- |
|         | Équipe qualifiée pour la Ligue des champions 2007-2008 et la finale des play-offs |
|         | Équipe qualifiée pour les play-offs                                               |
|         | T : Tenant du titre                                                               |

### Phase finale

#### Tableau
|  | Demi-finale | Demi-finale         | Demi-finale |  |  | Finale | Finale           | Finale |
|  |             |                     |             |  |  |        |                  |        |
|  |             |                     |             |  |  | 1      | Waitakere United | 2      |
|  | 2           | YoungHeart Manawatu | 1           |  |  | 3      | Auckland City FC | 3      |
|  | 3           | Auckland City FC    | 3           |  |  |        |                  |        |

#### Demi-finales
| Équipe 1            | Résultat | Équipe 2         |
| ------------------- | -------- | ---------------- |
| YoungHeart Manawatu | 1 - 3    | Auckland City FC |

#### Finale
| Équipe 1         | Résultat | Équipe 2         |
| ---------------- | -------- | ---------------- |
| Waitakere United | 2 - 3    | Auckland City FC |

## Bilan de la saison
| Championnat de Nouvelle-Zélande de football 2006-2007 |                             |
| Champion                                              | Auckland City FC (3e titre) |
| Qualifications continentales                          |                             |
| Ligue des champions de l'OFC 2007                     | Waitakere United            |
| Ligue des champions de l'OFC 2007-2008                | Waitakere United            |
| Ligue des champions de l'OFC 2007-2008                | Auckland City FC            |